# Бебопен
Бебопен (фр. Bébopen) — небольшой город и супрефектура в Чаде, расположенный на территории региона Мандуль. Входит в состав департамента Западный Мандуль.

## Географическое положение
Город находится в южной части Чада, к востоку от реки Гамиси-Майо-Дольмаджи, на высоте 508 метров над уровнем моря.
Населённый пункт расположен на расстоянии приблизительно 464 километров к юго-востоку от столицы страны Нджамены.

## Население
По данным официальной переписи 2009 года численность населения Бебопена составляла 25 221 человек (12 215 мужчин и 13 006 женщин). Население супрефектуры по возрастному диапазону распределилось следующим образом: 53,9 % — жители младше 15 лет, 42,9 % — между 15 и 59 годами и 3,2 % — в возрасте 60 лет и старше.

## Транспорт
Ближайший аэропорт расположен в городе Дильдо.